# 于吉
于 吉（う きつ、？ - 200年）は、中国後漢末期の道士。徐州琅邪郡の出身。『三国志』呉書「孫策伝」注の『江表伝』『志林』『捜神記』に記述がある。

## 概要
『江表伝』によると、先祖以来、東方に寓居をし、呉会（呉郡・会稽一帯）を行き来して精舎（道教徒の集まる教会）を建て、香を焚き道教経典を誦読し、符や神聖な水を用いて病気の治療を行なっていた。呉会の人々には彼を信仰するものが多かった。孫策が呉郡の城門の楼上で部将や賓客たちと宴会を開いている時、于吉は盛装をし漆で絵が描かれた小さな函を地に引きずりながら、その門の下を小走りに通り過ぎようとした。部将や賓客の3分の2を超える者が、楼を降りて于吉を出迎え拝礼し、宴会係の役人が大声を挙げて禁じようとするが、それでも止めさせられない。孫策は直ちに命令を出して于吉を捕らえた。于吉を信仰する者たちは皆妻女たちを孫策の母親の元にやって彼の助命を嘆願したが孫策は許さず、于吉を斬り捨て市場に首を掲げた。于吉を崇拝する多くの者たちは、それでも彼が死んだと思わず、尸解（死んだと見せかけ、死体を留めて仙去）したのだと言って、彼を祭って福を求めることをやめなかった。
『志林』によると、順帝の時代、薬草を採りに山に入ったところ、曲陽の水辺で白い絹に朱の罫を引いた神書『太平清領道』百余巻を手に入れたとされる。『志林』の著者虞喜は、「于吉は既に100歳近く、このような高齢者に対して敬意を表し慈しむのが名君たるものの為政の要諦である。ましてやその罪は死罪たるものではない。明らかに孫策の過ちであり、不名誉なものである。」としている。
『捜神記』によると、孫策は長江を渡って許都を襲撃しようと企てた時、于吉を随行させていた。しかし旱魃によってどこも乾ききっていたため速やかに船を進められない。その上兵士たちは于吉のところに集まって働こうとしない。孫策は「自分が于吉に及ばないというのか」と激怒し、すぐさま于吉を逮捕させた。孫策は于吉に雨を降らせてみよ、降らせることができたら命を助けてやると言って、于吉に祈祷を行わせた。にわかに雲気が立ち上り、真昼になるころには大雨が一斉に降り、谷間に満ちあふれた。部将たちはこれで于吉が助けられると安心したが、孫策は于吉を殺してしまった。将士は悲しみ、遺体を人目につかないところに安置したが、不思議なことに翌朝、遺体はなくなっていた。于吉が死んで以後、孫策はよく于吉の幻影を見るようになる。心中ひどくそれを憎らしく思い、すこぶる常軌を逸していた。のちに傷が治りかけたとき、孫策が自分の顔を見ようと鏡を覗くと、死んだはずの于吉の姿が見える。しかし後ろを振り返っても誰もいない。そこで孫策が鏡を床に投げつけて絶叫すると、体中の傷口が裂けて絶命したという。

## 三国志演義
小説『三国志演義』では、全体として『江表伝』と『捜神記』の記事を元にしている。孫策が許貢から受けた怪我の療養中、袁紹の元から使者として訪れた陳震を持て成すために、呉郡の城門の楼上で部将や賓客たちと宴会を開いている時に登場する。于吉に民の人望が集まることを憎み、妬んだ孫策は、于吉に難題を押しつけるが、于吉はそれをことごとくこなしていったため、言いがかりをつけて彼を殺害してしまう。その後、孫策は厳虎の残党に襲われ負傷するが、たいした傷ではなかった。しかし、死んだはずの于吉の霊がその傷を悪化させるように毎晩孫策の前に現れて、ついにその傷が深くなり危篤になったとしている。